# Juste (1725)
Pour les autres navires du même nom, voir Le Juste.
Le Juste est un vaisseau de ligne de 74 canons de la Marine royale française, construit d’après les plans de l’architecte Geslin. Il fait partie de ce petit nombre de bâtiments lancés dans les vingt-cinq premières années du règne de Louis XV, période de paix marquée par de faibles crédits pour la Marine. Il prend part à la bataille des Cardinaux le 20 novembre 1759, durant la guerre de Sept Ans. Il coule dans l’embouchure de la Loire alors qu'il essaie de rejoindre Saint-Nazaire.

## Carrière
Le Juste est dessiné en 1724 et mis à l’eau en septembre 1725, joignant le service actif l’année suivante. Révisé à Brest en 1741, où il est légèrement endommagé le 25 décembre 1742 par un incendie. Il est caréné à Brest en 1744 et révisé à Rochefort en 1751.

### Description
Bien que portant 74 canons, il n'a rien à voir avec la classe dite des « vaisseaux de 74 canons » sortie des arsenaux à partir de 1743-1744 et dont la conception est très différente. Il n'est percé qu'à treize sabords sur sa batterie basse (contrairement aux « 74 canons » qui ont quatorze sabords). Il porte vingt-six canons de 36 livres sur sa première batterie, vingt-huit canons de 18 sur sa deuxième batterie, seize canons de 6 et quatre canons de 4 sur ses gaillards. 
Construit à l'arsenal de Rochefort entre 1724 et 1726, il fait partie de la catégorie alors en vigueur des vaisseaux de deuxième rang. Il est caractérisé par un déplacement de près de 2 250 tonnes, avec un tirant d’eau arrière de 7,10 m. Sa mâture comprend un beaupré de  15 m  de long et un grand mât de  47 m  au-dessus du pont. Il possède une grande vergue de  29 m et une voilure maximale de 2 500 m2. Afin de l’alléger, son armement est modifié, ne conservant que 70 canons en fer en 1759, après suppression des canons de 36.

### Équipage

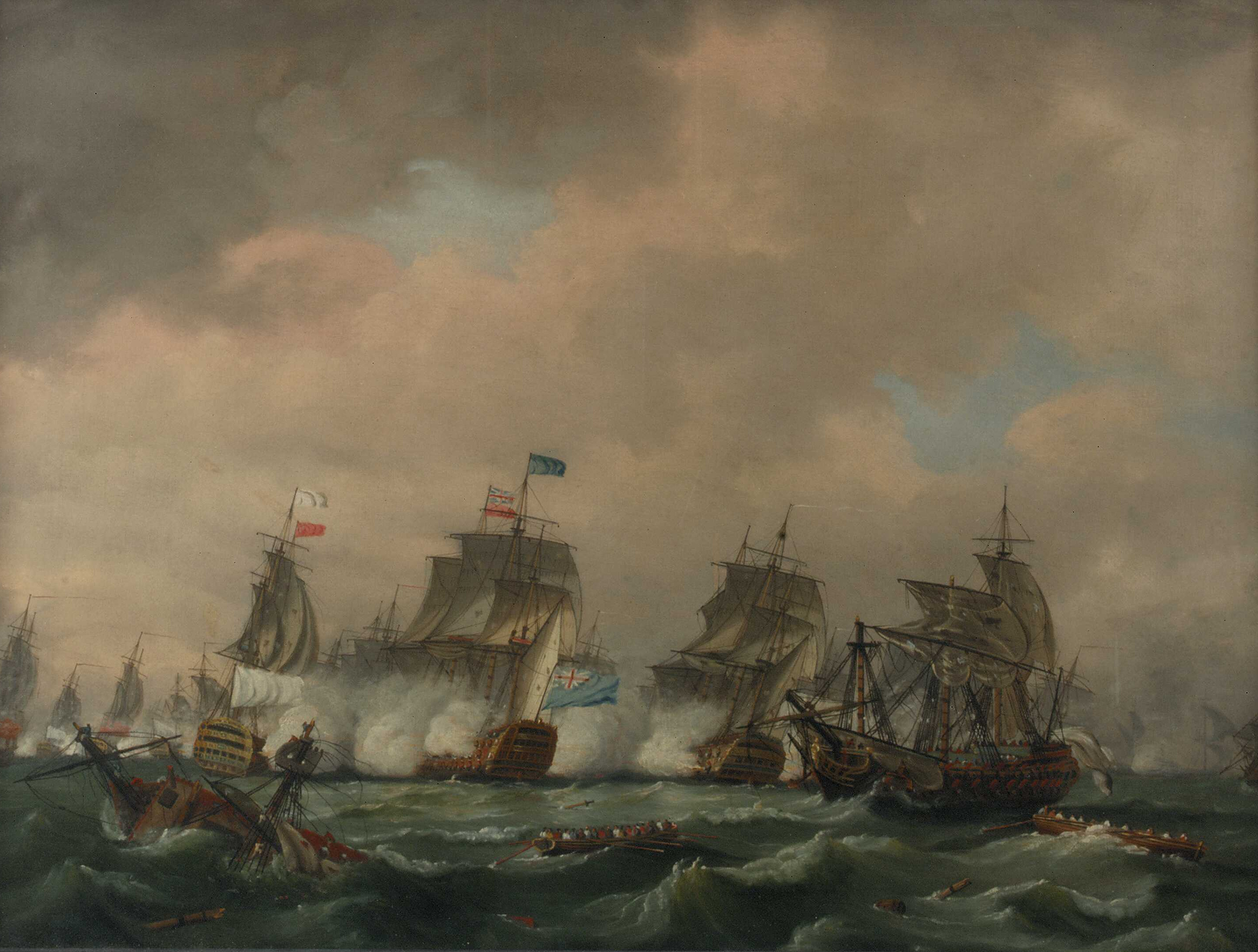
La bataille des Cardinaux au cours de laquelle combat le Juste.

Au départ de Brest, en 1759, l’équipage du Juste est réduit à  634 hommes. Au moment de l’embarquement, la pénurie de marins nécessite l’embarquement de miliciens en cours de formation, tirés au sort pour faire partie de régiments de grenadiers royaux ; cent quarante d’entre eux, embarqués sur le Juste, sont originaires de Quimper et de Pont-Croix.

### La bataille des Cardinaux

Plan simplifié de la bataille des cardinaux, avec la position du Juste au moment de son naufrage.

Le 14 novembre 1759, sous les ordres de François de Saint-Allouarn, il fait partie de l’escadre de  21 navires et de 5 frégates, commandée par l’amiral de Conflans, partie pour Cornwall dans une tentative d’invasion de l’Angleterre. 
Ce projet se situe durant la Guerre de Sept Ans, opposant la France et l'Autriche d'une part à l'Angleterre et la Prusse d'autre part. La flotte française est interceptée par l’escadre de l’amiral Hawke le 20 novembre. Le Juste fait alors partie, avec deux autres navires, de l’arrière-garde de la flotte, menée par le vaisseau-amiral, le Soleil Royal. Vers 14 h, l'avant-garde anglaise, composée d’une dizaine de vaisseaux, engage le combat avec l’arrière-garde française, rapidement submergée par le nombre. Le Soleil Royal, revenu soutenir cette arrière-garde, parvient à dégager le Juste. Celui-ci est sérieusement endommagé. Son capitaine, François de Saint-Allouarn, a été tué et son second blessé à mort. Le troisième lieutenant du vaisseau, Antoine Louis Perier de Montplaisir, a pris le commandement. Le gouvernail étant en partie hors d’usage. Il parvient néanmoins à s’éloigner vers le large et à venir mouiller à l’abri de la pointe de Penchâteau, où des réparations de fortune sont pratiquées.
Le 21 novembre, il appareille pour gagner la Loire et trouver un abri plus sûr. Vers 9 h, soumis à une forte houle d’ouest et alors que la mer continue de baisser, il talonne durement. Incapable de soulager le bateau pour le remettre à flot, Antoine Louis Perier de Montplaisir, décide son abandon, à bord de canots et de radeaux. Le Juste, dont les mâts ont été sciés dans une tentative désespérée de l’alléger, disparaît définitivement en moins de trois heures.
Seuls 150 hommes parviennent à rejoindre la côte, dont près des trois quarts sont sauvés par un bateau de Port-Louis, alors que d’autres regagnent le continent à la nage. Des corps de noyés sont attestés par les registres paroissiaux de La Plaine-sur-Mer et de Saint-Michel-Chef-Chef.
Le Juste fait partie des 6 navires perdus par la France lors de cette lourde défaite qui met un terme aux projets de débarquement en Angleterre. En comptant plus large, il fait partie des 37 vaisseaux perdus par la France pendant la désastreuse guerre de Sept ans.

## Découverte de l’épave

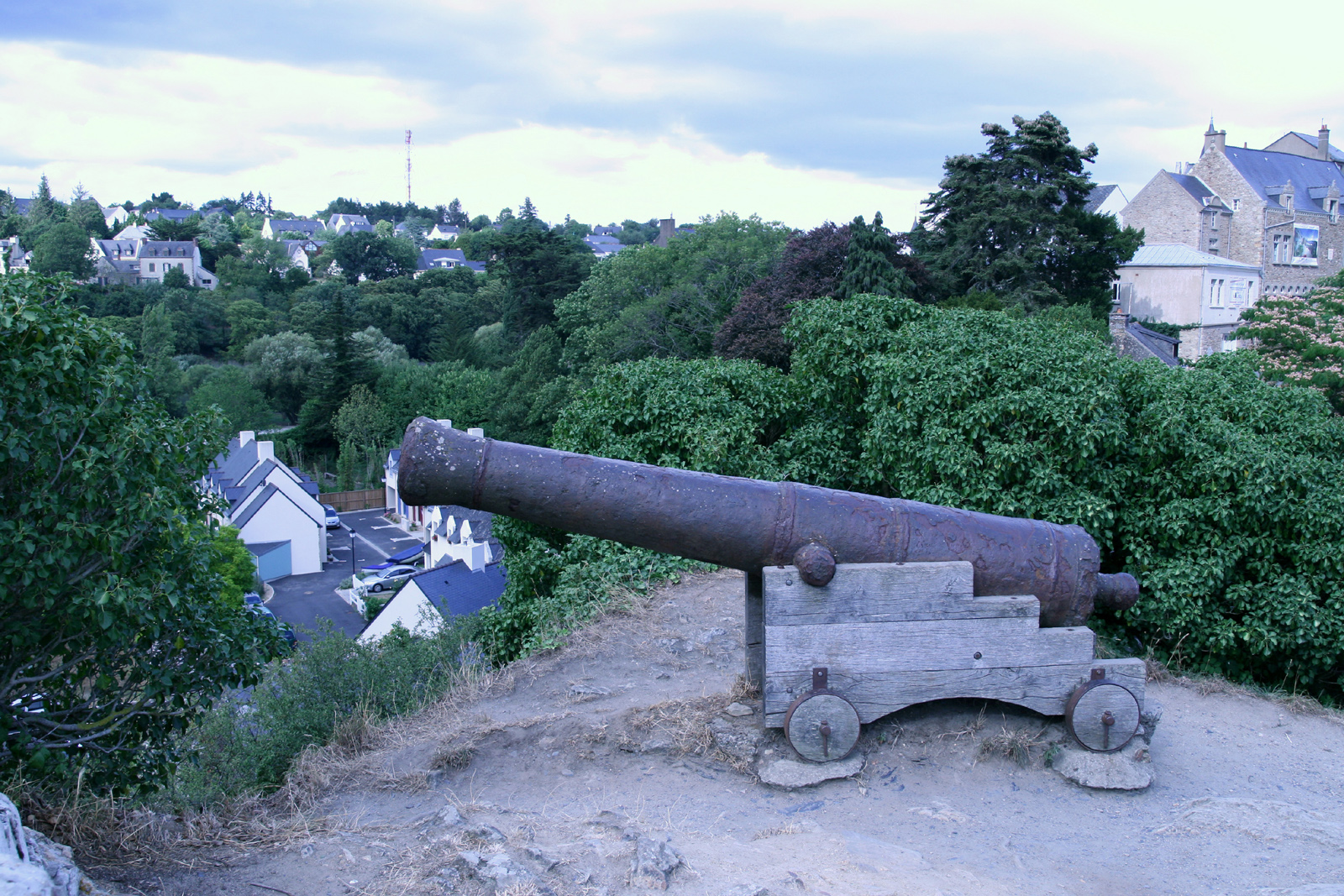
Canon du Juste exposé à La Roche-Bernard.

L’épave se trouve à 1,9 mille du Grand-Charpentier et pour moitié en dehors du chenal de Saint-Nazaire.
Le 3 juillet 1969, des restes de bois de navire, de poulies et canons sont déversés par un ponton-grue de dragage chargé de l’élargissement du chenal. Des restes humains sont également émergés, inhumés le 1er novembre 1984 au monument des marins de Trentemoult.
L’un des canons remontés est une pièce de 24 livres, modèle 1702, comme l'indique le Comité nantais de documentation historique de la Marine.
Une campagne de dragage a lieu en 1973. Elle déverse sur l’île Maréchale, près de Paimbœuf, des essieux et roulettes d’affûts de canons, des projectiles, des poulies de gréement — caps de mouton —, des étoffes et plusieurs chapeaux de feutre, un corps de pompe, un chouquet de perroquet, deux mantelets de sabord et  une quarantaine de canons de fer de 24, de 18, de 12 et de 8 livres de balle.
Le Groupement de recherches historiques archéologiques et scientifiques maritimes (GRHASM) retrouve en 1997 et 1998 des traces de l’épave à l’aide d’un magnétomètre, prouvant que les campagnes de dragage du chenal, menées de 1968 à 1972 n’ont pas totalement arasé le gisement. L'épave a été coupée en deux, ce qui laisserait encore des possibilités d'exploitation archéologiques intéressantes si un financement pouvait être trouvé.

## Les canons duJusteen dotation
Les canons remontés lors des campagnes de dragage sont, au XXIe siècle, répartis en dotation dans diverses localités de la côte Atlantique.
| Localité              | Nombre de canons | Organisation ou lieu d’exposition  |
| --------------------- | ---------------- | ---------------------------------- |
| Arzal                 | 4                | Barrage d'Arzal-Camoël             |
| La Bernerie-en-Retz   | 2                | sur le sentier , à Port Royal      |
| Brest                 | 2                | École navale                       |
| Le Croisic            | 2                | Musée de la marine                 |
| Damgan                | 1                | Port de Pénerf                     |
| La Flèche             | 1                | Prytanée national militaire        |
| Gétigné               | 1                | Espace Bellevue                    |
| Indret                | 2                | Établissement de la marine         |
| Nantes                | 2                | Affaires maritimes                 |
| Nantes                | 5                | Château des ducs de Bretagne       |
| Nantes                | 1                | Direction des douanes              |
| Nantes                | 2                | État-Major                         |
| Nantes                | 2                | Port autonome                      |
| Noirmoutier-en-l'Île  | 2                | Château                            |
| Paimbœuf              | 4                | 2 monuments                        |
| Pornic                | 1                |                                    |
| Port-Louis            | 2                | Musée de la marine                 |
| Préfailles            | 1                | Pointe Saint-Gildas                |
| La Roche-Bernard      | 2                | Rocher du port                     |
| Les Sables-d'Olonne   | 2                | La Chaume                          |
| Saint-Brevin-les-Pins | 2                | Musée de la marine, fort de Mindin |
| Saint-Nazaire         | 2                |                                    |